# Vladimir Rušajlo
Vladimir Borisovič Rušailo (in russo Владимир Борисович Рушайло?; Moršansk, 28 luglio 1953) è un politico russo.
Rušailo è stato Ministro degli Interni (2001-2004), ha fatto parte del Consiglio di Sicurezza della Federazione Russa ed è stato il presidente della Comunità degli Stati Indipendenti (2004-2007).